# MusikTexte
MusikTexte – Zeitschrift für neue Musik, auch Musik-Texte : Zeitschrift für Neue Musik, war eine Fachzeitschrift für Neue Musik. Sie wurde 1983 von Reinhard Oehlschlägel, Gisela Gronemeyer, Ulrich Dibelius und Ernstalbrecht Stiebler gegründet und erschien von Oktober 1983 (MusikTexte 1) bis Mai 2023 (MusikTexte 177/78), zuletzt quartalsweise in Köln. Fortgeführt wird sie seit Oktober 2024 als Online-Publikation unter dem Titel MusikTexteOnline (auch musiktexte.online).
Die Herausgeber der gedruckten Zeitschrift waren zuletzt Gisela Gronemeyer † (seit 1983), Rainer Nonnenmann (seit 2012), Bernd Künzig (seit 2016) und Stefan Fricke (seit 2018). Vormalige Herausgeber waren Ernstalbrecht Stiebler † (1983 bis 1991), Ulrich Dibelius † (1983 bis 2008), Reinhard Oehlschlägel † (1983 bis 2014), Frank Schneider (1991 bis 2004), Peter Niklas Wilson † (1998 bis 2003) und Frank Hilberg (2008 bis 2018).
Herausgeber und Redaktion waren laut Impressum der Zeitschrift phasenweise identisch und wurden phasenweise voneinander unterschieden. Das redaktionelle und wirtschaftliche Tagesgeschäft wurde von Gronemeyer und Oehlschlägel, seit dessen Tod 2014 von Gronemeyer allein verantwortet, ohne dass es die Position der Chefredakteure bzw. Chefredakteurin offiziell gab. Nach dem plötzlichen Tod Gronemeyers im April 2023 erschien im Mai 2023 noch eine letzte gedruckte Ausgabe (MusikTexte 177/78) in Erinnerung an Gronemeyer und die Publikation der Zeitschrift in dieser Form endete nach knapp 40 Jahren.
Ein Charakteristikum über den gesamten Erscheinungszeitraum bildeten die gelben, meist nur in schwarz-weiß bedruckten Einbände, die, in Verbindung mit ihren oft kritischen und streitbaren Beiträgen, der Zeitschrift in Insiderkreisen den Beinamen „die gelbe Gefahr“ einbrachte.
Das Gründungskonzept der Zeitschrift geht auf Oehlschlägel zurück. Als Redakteur für Neue Musik beim Deutschlandfunk war er verantwortlich für Radiosendungen zur Neuen Musik, die einen hohen Anteil an von Musikjournalisten gestalteten, anspruchsvollen und gut ausgearbeiteten Sprechertexten enthielten. Dass diese Texte nach einer entsprechenden Radiosendung keine Verwendung mehr fanden und auch nicht mehr zugänglich waren, schmerzte Oehlschlägel, sodass die Idee entstand, eine Zeitschrift zur weiteren Publikation und dauerhaften Zugänglichmachung dieser Radiotexte zu gründen.
Für Print aufbereitete Radiotexte aus Sendungen zur Neuen Musik der zahlreichen öffentlich-rechtlichen Rundfunkanstalten bildeten bis zum Schluss einen Grundstock der MusikTexte, wurden über die Jahre aber immer mehr ergänzt durch akademische musikwissenschaftliche Artikel, ein hohes Maß an Grundlagentexten und andere Beiträgen von Komponisten Neuer Musik sowie musikjournalistische Originalbeiträge. Über die Jahre entwickelten sich die MusikTexte auch zu einem beliebten Forum für die in der Welt der neuen Musik häufigen Debatten. Die Hefte hatten jeweils Schwerpunkte – die sich meist auf Komponisten und nur selten auf Themen beziehen – und boten dazu teils Analysen (mit Notenbeispielen) von Stücken oder ästhetische Einordnungen von Positionen oder biographische Porträts; meist flankiert von Werk- und Literaturverzeichnissen. Dadurch bilden die Hefte in der Summe ein Archiv der Diskurse zur Neuen Musik. Wie die meisten Musikfachzeitschriften führten die Musiktexte einen Rezensionsteil, der aktuelle Buch- und CD-Rezensionen, Festival- und Konzertbesprechungen sowie Hinweise auf Rundfunksendungen umfasst. Ein einleitender Kommentar griff aktuelle Themen auf und wies als Meinungsäußerung auf Diskussionen und Problematiken hin.
Obwohl die Zeitschrift eine große Bandbreite an Textarten abbildete, verfolgten Gronemeyer und Oehlschlägel eine klare Vision: Die MusikTexte sollten eine auf die tatsächliche Musik konzentrierte, explizit nicht musikwissenschaftliche, sondern musikjournalistische Fachzeitschrift für Neue Musik sein. Damit versuchten sie die Zeitschrift an einem in diesem Bereich ungewöhnlichen Ort zwischen akademischen Journalen, aus Sicht der MusikTexte eher zur Publikumszeitschrift tendierenden Publikationen wie der Neuen Zeitschrift für Musik und der neuen musikzeitung (nmz) sowie den stärker an gesellschaftlichen Debatten interessierten Positionen zu positionieren.
Die explizit musikjournalistische Vision wurde auch in der Förderung junger Musikjournalisten, seit 2015 u. a. durch das „Forum junger Autoren“, deutlich. Gerade von jungen Musikwissenschaftlern, die musikjournalistisch tätig werden wollten, wurde ein von dem an Universitäten üblichen akademischen Stil deutlich unterschiedener journalistischen Maßstäben entsprechender Schreibstil eingefordert.
Die seit Oktober 2024 existierende Online-Publikation MusikTexteOnline (bzw. musiktexte.online) wird herausgegeben vom im Februar 2024 gegründeten Verein MusikTexte e. V. mit Sitz in Köln. In einem monatlichen Newsletter erscheinen Texte zur zeitgenössischen Kunstmusik. Seit Januar 2025 veröffentlicht der Verein außerdem den MusikTexte Podcast.